# Tsubaki Miki
Tsubaki Miki (en japonés: 三木つばき, Miki Tsubaki; Hakuba, 1 de junio de 2003) es una deportista japonesa que compite en snowboard, especialista en la pruebas de eslalon. Ganó tres medallas en el Campeonato Mundial de Snowboard, en los años 2023 y 2025.

## Medallero internacional
| Campeonato Mundial | Campeonato Mundial  | Campeonato Mundial | Campeonato Mundial       |
| Año                | Lugar               | Medalla            | Prueba                   |
| ------------------ | ------------------- | ------------------ | ------------------------ |
| 2023               | Bakuriani (Georgia) | Medalla de oro     | Eslalon gigante paralelo |
| 2025               | Engadina (Suiza)    | Medalla de oro     | Eslalon paralelo         |
| 2025               | Engadina (Suiza)    | Medalla de plata   | Eslalon gigante paralelo |